# Henk van Spaandonck
Henk van Spaandonck (ur. 25 czerwca 1913 w Roosendaal, zm. 31 lipca 1982) – holenderski piłkarz grający na pozycji napastnika. Uczestnik MŚ 38.

## Kariera
W latach 1936–1940 był piłkarzem klubu Neptunus Rotterdam. W 1937 roku zadebiutował w reprezentacji Holandii. W 1940 roku zakończył karierę.